# Oración subordinada sustantiva en español

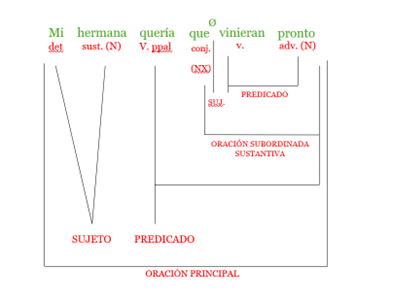
Oración subordinada sustantiva analizada.

Las oraciones subordinadas sustantivas en español pueden ser también denominadas argumentales o completivas, términos que se emplean para evitar la confusión suscitada de la propia palabra sustantiva, como sucede con las subordinadas adjetivas y adverbiales en español. Este tipo de oración subordinada realiza la función sintáctica de un sintagma nominal o sustantivo; por tanto, desempeñarán papeles sintácticos como sujeto, CD, atributo, término de un sintagma preposicional, complementos circunstanciales de diverso tipo, etc.
Los nexos que funcionan como enlace pueden ser:
- La conjunción <que>, actúa como nexo inserto en la propia subordinada, sin función sintáctica. Por ejemplo: Sé [que vas a venir]. [3]
- La conjunción <si>, inserta también en la subordinada. Por ejemplo: No sé [si vas a venir].
- Adverbios interrogativos, que, además de ser nexos, podrán ser desempeñar alguna función como complemento. Por ejemplo, el adverbio interrogativo <cuándo>, que puede funcionar como complemento circunstancial de tiempo en una oración como No sé [cuándo vas a venir].

Algunas oraciones subordinadas sustantivas carecen de nexo. Por ejemplo: No sé [Ø ir sola].
Las oraciones subordinadas sustantivas van a denotar eventos, acciones o hechos. Difieren de los sustantivos en que estos también pueden denotar objetos o entidades.
|                                    | Eventos | Acciones | Hechos | Objetos | Entidades |
| ---------------------------------- | ------- | -------- | ------ | ------- | --------- |
| Oraciones subordinadas sustantivas | Sí      | Sí       | Sí     | No      | No        |
| Sustantivos                        | Sí      | Sí       | Sí     | Sí      | Sí        |

Esto condiciona la clase de verbos que seleccionan este tipo de oraciones; mientras que algunos verbos como decir pueden seleccionar tanto subordinadas sustantivas como sustantivos a modo de argumentos, hay otros como comer que solo podrán ir acompañados de sustantivos que denoten objetos o entidades, nunca eventos ni acciones.
Independientemente de la función sintáctica que desempeñen, pueden ser sustituidas por el pronombre eso, lo que resulta la opción más frecuente; por el pronombre lo, si cumplen una función como complemento directo, o por el pronombre ello, en el caso de que funcionen como término de un sintagma preposicional.

## Oraciones subordinadas sustantivas según su estructura o modalidad

### Declarativas
Anuncian o declaran algo. Siguen las estructuras: 
- que + indicativo: Mi hermana dijo [que me quería].
- que + subjuntivo: Mi hermana deseó [que viniera].
- infinitivo: Mi hermana recordó [llamarme].

La diferencia entre el modo indicativo y el subjuntivo radica en la disposición del tiempo: el modo subjuntivo se orienta, en general, hacia el futuro. No obstante, este puede proveer de dos tipos de contenido:
- Contenido prospectivo: completamente orientado al futuro. Mi hermana deseó [que viniera].
- Contenido factivo: se otorga información consabida en determinado contexto. Me encanta [que vengas siempre].

### Interrogativas

#### Interrogativas indirectas totales
Mediante este tipo de oraciones, se formula una pregunta total, con una respuesta de sí o no. La conjunción que funciona como nexo no tiene función sintáctica; esta podrá ir seguida de indicativo o de infinitivo, mientras que el subjuntivo no está admitido en este tipo de oraciones.
Por ejemplo: No sé [si vendrás (o no)]. No sé [si ir (o no)].

###### Interrogativas indirectas disyuntivas
En ellas, de manera similar a las interrogativas indirectas totales, se plantean dos opciones más abiertas que el sí y el no.
Por ejemplo: No sé [si quedarme en casa o ir al pueblo].

#### Interrogativas indirectas parciales
Estas oraciones denotan una pregunta parcial, con mayor apertura y posibilidades de respuesta. Los nexos que aparecen en este tipo de construcciones desempeñan función sintáctica dentro de las mismas; podrán ser pronombres interrogativos, determinantes, adverbios interrogativos… Desde algunas corrientes, estos posibles nexos se denominan, en general, palabras Q. Las interrogativas indirectas parciales aceptan modo indicativo y subjuntivo, además de infinitivo como forma impersonal.
Por ejemplo: Depende de [quién venga]. No recuerdo [cuándo nos vimos]. No sé [qué decir].

#### Exclamativas indirectas parciales
En estas construcciones, se pondera una cantidad o una cualidad. Sus nexos cumplen una función dentro de la subordinada y, son generalmente, también pronombres y adverbios exclamativos, determinantes…, con un funcionamiento similar al de las interrogativas.
Por ejemplo: Es indignante [cómo nos han tratado]. Me lamento de [cuánta pobreza hay en el mundo].
|                                       | Nexos con función sintáctica | Modos admitidos                    |
| ------------------------------------- | ---------------------------- | ---------------------------------- |
| Interrogativas indirectas totales     | NO                           | Indicativo, infinitivo             |
| Interrogativas indirectas disyuntivas | NO                           | Indicativo, infinitivo             |
| Interrogativas indirecta parciales    | SÍ                           | Indicativo, infinitivo, subjuntivo |
| Exclamativas indirectas parciales     | SÍ                           | Indicativo, infinitivo, subjuntivo |

## Oraciones subordinadas sustantivas según la función sintáctica de desempeñan

### Sujeto
Pueden ser sustituidas por el pronombre eso, que facilita la concordancia. Los verbos que pueden seleccionar este tipo de construcciones son:
- Presentativos (figurar, aparecer): introducen un suceso.

Ejemplo: En el contrato aparece [que tienes dos semanas de vacaciones].
- De acaecimiento (suceder, ocurrir, acaecer, acontecer): muestran un suceso.

Ejemplo: Ocurrió [que todos se sorprendieron al verme].
- Factivos o de afección (odiar, lamentar, gustar, molestar).

Ejemplo: Me gustó [que me propusieras aquel viaje].
- Copulativos (ser, estar, parecer): denotan nociones afectivas.

Ejemplo: Me parece bien [que hayas venido].
- Transitivos como un complemento fijo (dar pena, tener gracia, dar rabia): funcionan como verbos de apoyo.

Ejemplo: Me da rabia [que no viniera].
- Transitivos implicativos (probar, demostrar, significar, implicar): seleccionan dos oraciones subordinadas sustantivas, una en función de sujeto y otra en función de complemento directo.

Ejemplo: [Que te hayas dormido] significa [que tu cuerpo lo necesitaba].
El Manual y la Nueva Gramática de la Lengua Española de la Real Academia Española difieren en esta última opción; en líneas generales, se prefiere considerar la subordinada sustantiva como sujeto, para evitar la determinación como atributo.

### Complemento directo
Pueden ser sustituidas por el pronombre lo. Los verbos que pueden seleccionarlas son:
- Directivos o de influencia (permitir, prohibir, ordenar): denotan acciones que pretenden modificar la conducta del interlocutor.

Ejemplo: Te ordeno [que te vayas].
- Volitivos o de voluntad (desear, querer): expresan deseo.

Ejemplo: Deseo [que te vaya bien].
- De información o comunicación (decir, opinar, preguntar, comentar).

Ejemplo: Me preguntó [si vendría].
- De juicio (pensar, creer, juzgar, considerar).

Ejemplo: Creo [que todo irá bien].
- Factivos o de afección (odiar, lamentar, gustar, molestar).

Ejemplo: Odio [que llegues tarde].
- De percepción o perceptivos (notar, escuchar, sentir, advertir): denotan acciones percibidas sensorialmente. Estas admiten un nexo distinto de que.

Ejemplo: Advertí [que te acercabas].
- Transitivos implicativos (probar, demostrar, significar, implicar): como se mencionaba anteriormente, en ellas hay dos oraciones subordinadas sustantivas, una con función de sujeto y otra de complemento directo.

Ejemplo: [Que te hayas dormido] significa [que tu cuerpo lo necesitaba].

#### Efecto de referencia disjunta
Con los verbos volitivos se da el llamado efecto de referencia disjunta, por el que el sujeto de la oración subordinada no puede tener el mismo sujeto que la oración principal, es decir, los sujetos no pueden correferirse.

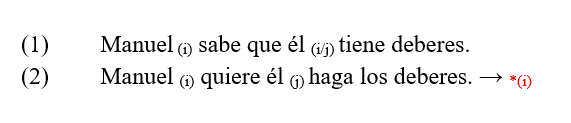
Ejemplo del efecto de referencia disjunta u obviación.

Puede verse que el detonante de que esta imposibilidad de correferencia ocurra es el modo subjuntivo, en cuya oración, el sujeto de la subordinada deberá ser necesariamente una persona ajena al discurso del que se viene.
Este efecto de referencia disjunta es también denominado obviación pronominal, cuando se concibe en el plano sintáctico. Además de en castellano, sucede en otras lenguas como el portugués, el italiano, el francés, el húngaro o el serbio.
Los verbos en los que se produce la obviación son, generalmente, verbos volitivos (desear, querer, preferir) y los de influencia u orden (ordenar, recomendar, aconsejar).
Sin embargo, hay diversos estudios que tratan este fenómeno como una combinación de los niveles sintáctico y semántico, como interacción entre sintaxis y semántica. No existe todavía una conclusión satisfactoria para los expertos en el ámbito, aunque los estudios no cesan a este respecto.

### Término de sintagma preposicional
Los sintagmas preposicionales pueden depender de un verbo, de un nombre, de un adjetivo o de un adverbio. En función de esto, podrán funcionar como:
- Complemento de régimen. Ejemplo: Confío [en [que vendrá]].

- Complemento del nombre. Ejemplo: Tengo confianza [en [que vengas]].
- Complemento del adjetivo. Ejemplo: Soy partidario [de [que se cambie la estructura]].
- Complemento del adverbio. Ejemplo: Llegó después [de [que cenáramos]].

La preposición de es la empleada frecuentemente, por defecto; siempre funciona como unión o enlace.

### Complemento predicativo o atributo
En este tipo de oraciones subordinadas los estudiosos no hallan acuerdo. Incluso, importantes filólogos o expertos en lingüística española, especialmente en sintaxis, afirman que no existe tal consideración. A lo largo de la historia, Gili Gaya, Alarcos, Alcina y Blecua o Rafael Seco, pertenecientes a la denominada "gramática tradicional" descartan la existencia de estas construcciones. Se basan estos autores en la imposibilidad de que un atributo o complemento predicativo pueda ser pronominalizado; sin embargo, la pronominalización sí puede darse en algunos casos. Ejemplo: Mi hermana está enfadada. Mi hermana lo está. Si bien, aquí no se encuentra ninguna subordinada
Otros lingüistas sí realizan cierta clasificación, en ocasiones desplazada de la categoría de subordinadas sustantivas. Por ejemplo, José María Brucart trata a estas oraciones como cláusulas de relativo construidas a partir de verbos de percepción (notar, oír, escuchar, ver, percibir).Gómez Manzano amplía esto y añade los verbos de entendimiento (creer, pensar, entender, imaginar). 
Ejemplo: La vi [que se acercaba contenta].
Para resolver esta cuestión, autores como Manuel Seco o Violeta Delmonte resuelven denominar a estas oraciones como predicativas y no como complementos predicativos o atributos. No obstante, en la Nueva gramática de la lengua española no se recoge esta consideración, sino que, en general, se tratan estas construcciones como consecutivas.

## Leyenda de abreviaturas
| ABREVIATURA | CORRESPONDENCIA |
| ----------- | --------------- |
| det.        | determinante    |
| N           | núcleo          |
| v. ppal.    | verbo principal |
| adv.        | adverbio        |
| conj.       | conjunción      |
| NX.         | nexo            |
| SUJ.        | sujeto          |
| Ø           | sujeto omitido  |